# Nadine Heftler
Nadine Heftler, née le 22 juillet 1928 dans le 16e arrondissement de Paris et morte le 1er mars 2016 dans le 7e arrondissement de Paris, est une survivante de la Shoah. elle est l'auteur d'un témoignage, Si tu t’en sors... : Auschwitz, 1944-1945.

## Biographie

### Enfance
Nadine Arlette Heftler naît le 22 juillet 1928 dans le 16e arrondissement de Paris,. Elle est la fille unique de Gaston et Hélène Heftler, appartenant à une vieille famille de la bourgeoisie juive.

### Seconde Guerre mondiale
Pendant la Seconde Guerre mondiale, le 13 mai 1944, Nadine Heftler est arrêtée à Lyon par la Gestapo avec ses parents. Identifiée comme juive, la famille Heftler est emprisonnée à la prison de Montluc avant d'être transférée à Drancy le 20 mai 1944. La famille est déportée le 30 mai 1944 à Auschwitz-Birkenau par le convoi 75. Nadine Heftler n'a pas 16 ans.
Elle est séparée de son père sur la rampe de Birkenau. Elle ne le reverra jamais.
Elle reste avec sa mère à Birkenau pendant quelques mois, jusqu'à ce que cette dernière soit victime d'une sélection, au Revier, et gazée le 14 octobre 1944. De la séparation avec sa mère, Nadine Heftler écrit: « Jusque-là, en réalité, je n'existais pas, je n'avais aucune personnalité, aucune force en moi-même. Maman partie, j'avais la sensation de naître subitement à la vie. De zéro que j'étais, le mot n'est pas trop fort, il fallait que je devienne en quelques minutes une unité ».
Elle travaille dans divers kommandos, à Buna dans l'usine IG Farben de caoutchouc synthétique, le außenkommando dans les champs, puis à Rajsko.
Alors qu'elle a été elle aussi sélectionnée pour être gazée en novembre 1944, elle se retrouve dans le block 12 des enfants de Birkenau, « initialement prévu pour recevoir des jumeaux, aryens ou juifs, sur lesquels les Allemands étaient censés faire des expériences médicales dans l'espoir d'augmenter, à l'infini, le nombre de naissances de la race dite « supérieure » ».
À l'automne 1944, les expériences ont été arrêtées. Plusieurs centaines d'enfants sont entassés dans le block sans qu'on sache très bien pourquoi ils ont été épargnés. On y trouve aussi les femmes sur le point d'accoucher. Elles y reviennent après avoir mis au monde leur bébé au Revier. Faute de nourriture, les bébés meurent de faim quand ils ne sont pas assassinés.
En janvier 1945, elle est affectée dans une usine d'armement d'Auschwitz avant d'être obligée de suivre la fuite des SS dans les terribles marches de la mort. Elle est transférée à Ravensbrück puis doit reprendre la route vers Ludwiglust. Sur le chemin, elle est libérée par les Américains le 2 mai 1945. Elle rentre en France après la fin de la guerre.

### Témoignage sur Auschwitz
Après avoir été libérée d'Auschwitz, Nadine rentre en France. Elle devient médecin, métier qu'elle exerce jusqu'à la retraite.
Nadine écrit un témoignage, publié en 1992 aux éditions de la découverte, sous le titre Si tu t'en sors... Auschwitz 1944-1945. « Tu sais, si tu t'en sors, c'est une belle école... » est la dernière phrase qu'elle ait entendue de la bouche de son père à son arrivée à Auschwitz-Birkenau, ce qui explique le titre de son témoignage. Ce livre est écrit sous la forme d'un dialogue avec ses parents.

### Mort
Nadine Heftler meurt le 1er mars 2016 dans le 7e arrondissement de Paris,.

## Œuvre
- Si tu t’en sors... : Auschwitz, 1944-1945, La Découverte, 1992[6]

## Prix
- Prix Mémoire de la Shoah 1994[7].